# Liste der Lieder von ASP
Diese Liste ist eine Übersicht über die Lieder der Rockgruppe ASP. Alle Eigenkompositionen wurden von Alexander Spreng geschrieben.

## Eigene Lieder

### 0–9
| Titel         | Album    | Jahr |
| ------------- | -------- | ---- |
| 20.000 Meilen | Zutiefst | 2017 |

### A
| Titel                                | Album                                    | Jahr |
| ------------------------------------ | ---------------------------------------- | ---- |
| A Prayer For Sanctuary               | Fremd                                    | 2011 |
| Abertausend Fragen                   | Geisterfahrer                            | 2016 |
| Abschied                             | Zaubererbruder (Der Krabat-Liederzyklus) | 2008 |
| Abyssus 1                            | Zutiefst                                 | 2017 |
| Abyssus 2 (Musik)                    | Kosmonautilus                            | 2019 |
| Abyssus 3                            | Kosmonautilus                            | 2019 |
| Abyssus 4                            | Kosmonautilus                            | 2019 |
| Abyssus 5                            | Kosmonautilus                            | 2019 |
| Alles, nur das nicht!                | Verfallen – Folge 1: Astoria             | 2015 |
| Am Ende                              | Zaubererbruder (Der Krabat-Liederzyklus) | 2008 |
| Amphetamine Logic                    | Interim Works Compendium                 | 2004 |
| Angstkathedrale (Canterbury Version) | Fremd                                    | 2011 |
| Astoria verfallen                    | Verfallen – Folge 1: Astoria             | 2015 |
| Aufbruchstimmung                     | Maskenhaft                               | 2013 |
| Augenaufschlag                       | Maskenhaft                               | 2013 |

### B
| Titel                           | Album                                                 | Jahr |
| ------------------------------- | ----------------------------------------------------- | ---- |
| Ballade von der Erweckung       | Aus der Tiefe (Der schwarze Schmetterling IV)         | 2005 |
| Ballade von der Erweckung       | Horror Vacui (The Eeriest Tales Of ASP So Far)        | 2008 |
| Ballade von der Erweckung       | Per Aspera Ad Aspera – This Is Gothic Novel Rock      | 2014 |
| Begeistert (Ich bin unsichtbar) | Verfallen – Folge 1: Astoria                          | 2015 |
| BernsteinmeerengeL              | Zutiefst                                              | 2017 |
| Beschwörung                     | Aus der Tiefe (Der schwarze Schmetterling IV)         | 2005 |
| Besessen                        | Duett (Der schwarze Schmetterling II)                 | 2001 |
| Besessen                        | Interim Works Compendium                              | 2004 |
| Besessen                        | Interim Works Compendium                              | 2004 |
| Biotopia                        | Requiembryo (Der schwarze Schmetterling V)            | 2007 |
| Biotopia                        | Horror Vacui (The Eeriest Tales Of ASP So Far)        | 2008 |
| Biotopia                        | Per Aspera Ad Aspera – This Is Gothic Novel Rock      | 2014 |
| Bitte nicht stören! (Intro)     | Verfallen – Folge 2: Fassaden                         | 2016 |
| Blinded                         | Hast Du mich vermisst? (Der schwarze Schmetterling I) | 2000 |
| Bones                           | Kosmonautilus                                         | 2019 |

### C
| Titel              | Album                                            | Jahr |
| ------------------ | ------------------------------------------------ | ---- |
| Carpe noctem       | Per Aspera Ad Aspera – This Is Gothic Novel Rock | 2014 |
| Carpe noctem       | Geisterfahrer                                    | 2016 |
| Collective Suicide | Interim Works Compendium                         | 2004 |
| Coming Home        | Requiembryo (Der schwarze Schmetterling V)       | 2007 |
| Coming Home        | Horror Vacui (The Eeriest Tales Of ASP So Far)   | 2008 |

### D
| Titel                                                      | Album                                                 | Jahr |
| ---------------------------------------------------------- | ----------------------------------------------------- | ---- |
| Danach                                                     | Geisterfahrer                                         | 2016 |
| Dancing                                                    | Hast Du mich vermisst? (Der schwarze Schmetterling I) | 2000 |
| Dancing                                                    | Interim Works Compendium                              | 2004 |
| Dancing (Rerecorded)                                       | Horror Vacui (The Eeriest Tales Of ASP So Far)        | 2008 |
| Das Erwachen                                               | Requiembryo (Der schwarze Schmetterling V)            | 2007 |
| Das geheimnisvolle Fremde (Ja, ja, dreimal hurra!)         | Zaubererbruder (Der Krabat-Liederzyklus)              | 2008 |
| Das Kollektiv                                              | Verfallen – Folge 2: Fassaden                         | 2016 |
| Das Märchen vom Wildfang-Windfang (Schlüpftanz)            | Maskenhaft                                            | 2013 |
| De profundis                                               | Requiembryo (Der schwarze Schmetterling V)            | 2007 |
| De profundis                                               | Horror Vacui (The Eeriest Tales Of ASP So Far)        | 2008 |
| Demon love                                                 | Weltunter (Der schwarze Schmetterling III)            | 2003 |
| Demon love                                                 | Interim Works Compendium                              | 2004 |
| Demon Love (Rerecorded)                                    | Horror Vacui (The Eeriest Tales Of ASP So Far)        | 2008 |
| Denn ich bin der Meister                                   | Zaubererbruder (Der Krabat-Liederzyklus)              | 2008 |
| Denn ich bin der Meister                                   | Per Aspera Ad Aspera – This Is Gothic Novel Rock      | 2014 |
| Der schnitter Tod                                          | Zaubererbruder (Der Krabat-Liederzyklus)              | 2008 |
| Die kleine Ballade vom schwarzen Schmetterling             | Duett (Der schwarze Schmetterling II)                 | 2001 |
| Die kleine Ballade vom schwarzen Schmetterling             | Horror Vacui (The Eeriest Tales Of ASP So Far)        | 2008 |
| Die kleine Ballade vom schwarzen Schmetterling (Demo 1999) | Interim Works Compendium                              | 2004 |
| Die Klippe                                                 | Maskenhaft                                            | 2013 |
| Die Kreatur mit der stählernen Maske                       | Maskenhaft                                            | 2013 |
| Die Kreatur mit der stählernen Maske                       | Per Aspera Ad Aspera – This Is Gothic Novel Rock      | 2014 |
| Die Löcher in der Menge                                    | Maskenhaft                                            | 2013 |
| Die Löcher in der Menge                                    | Per Aspera Ad Aspera – This Is Gothic Novel Rock      | 2014 |
| Die Ruhe vor dem Sturm                                     | Weltunter (Der schwarze Schmetterling III)            | 2003 |
| Die Ruhe vor dem Sturm (Remastered)                        | Horror Vacui (The Eeriest Tales Of ASP So Far)        | 2008 |
| Die Teufelsmühle                                           | Zaubererbruder (Der Krabat-Liederzyklus)              | 2008 |
| Die Untiefen                                               | Zutiefst                                              | 2017 |
| Droehnen aus dem rostigen Kellerherzen                     | Verfallen – Folge 1: Astoria                          | 2015 |
| Droehnen aus dem rostigen Kellerherzen (Videoschnitt)      | Verfallen – Folge 2: Fassaden                         | 2016 |
| Duett (Das Minnelied der Incubi)                           | Requiembryo (Der schwarze Schmetterling V)            | 2007 |
| Duett (Das Minnelied der Incubi)                           | Horror Vacui (The Eeriest Tales Of ASP So Far)        | 2008 |
| Duett (Das Minnelied der Incubi)                           | Per Aspera Ad Aspera – This Is Gothic Novel Rock      | 2014 |

### E
| Titel                                       | Album                                            | Jahr |
| ------------------------------------------- | ------------------------------------------------ | ---- |
| Eishimmel                                   | Kosmonautilus                                    | 2019 |
| Eisige Wirklichkeit                         | Fremd                                            | 2011 |
| Eisige Wirklichkeit (Contra Uermes Version) | Per Aspera Ad Aspera – This Is Gothic Novel Rock | 2014 |
| Eleison                                     | Weltunter (Der schwarze Schmetterling III)       | 2003 |
| Elf und einer                               | Zaubererbruder (Der Krabat-Liederzyklus)         | 2008 |
| Epi-Log: Sog                                | Zutiefst                                         | 2017 |
| Erinnerungen eines Fremden                  | Requiembryo (Der schwarze Schmetterling V)       | 2007 |
| Erinnerungen eines Fremden (Reprise)        | Requiembryo (Der schwarze Schmetterling V)       | 2007 |
| Exsequien: Hell                             | Requiembryo (Der schwarze Schmetterling V)       | 2007 |

### F
| Titel                                | Album                                            | Jahr |
| ------------------------------------ | ------------------------------------------------ | ---- |
| Fading Away                          | Interim Works Compendium                         | 2004 |
| Fading Away (A Vision)               | Duett (Der schwarze Schmetterling II)            | 2001 |
| Finger Weg! Finger                   | Horror Vacui (The Eeriest Tales Of ASP So Far)   | 2008 |
| Finger Weg! Finger                   | Requiembryo (Der schwarze Schmetterling V)       | 2007 |
| Fluchtversuch                        | Zaubererbruder (Der Krabat-Liederzyklus)         | 2008 |
| Fortsetzung folgt                    | Verfallen – Folge 1: Astoria                     | 2015 |
| Fortsetzung folgt... 2 (Vorspann)    | Verfallen – Folge 2: Fassaden                    | 2016 |
| Fremde Erinnerungen                  | Aus der Tiefe (Der schwarze Schmetterling IV)    | 2005 |
| FremdkörPerson, erstens              | Fremd                                            | 2011 |
| Fremdkörperson, erstens (Ab-Schnitt) | Per Aspera Ad Aspera – This Is Gothic Novel Rock | 2014 |
| Frostbrand                           | Requiembryo (Der schwarze Schmetterling V)       | 2007 |

### G
| Titel                       | Album                                      | Jahr |
| --------------------------- | ------------------------------------------ | ---- |
| GeistErfahrer               | Geisterfahrer                              | 2016 |
| Geisterjagd (Träne im Meer) | Weltunter (Der schwarze Schmetterling III) | 2003 |

### H
| Titel                                       | Album                                            | Jahr |
| ------------------------------------------- | ------------------------------------------------ | ---- |
| Hässlich                                    | Weltunter (Der schwarze Schmetterling III)       | 2003 |
| Hässlich                                    | Interim Works Compendium                         | 2004 |
| Himmel und Hölle (Kreuzweg)                 | Verfallen – Folge 1: Astoria                     | 2015 |
| Hinter den Flammen                          | Verfallen – Folge 2: Fassaden                    | 2016 |
| How Far Would You Go                        | Horror Vacui (The Eeriest Tales Of ASP So Far)   | 2008 |
| How Far Would You Go (The 6th Of September) | Requiembryo (Der schwarze Schmetterling V)       | 2007 |
| How Far Would You Go (The 6th Of September) | Per Aspera Ad Aspera – This Is Gothic Novel Rock | 2014 |
| Hunger                                      | Aus der Tiefe (Der schwarze Schmetterling IV)    | 2005 |
| Hunger (Rerecorded)                         | Horror Vacui (The Eeriest Tales Of ASP So Far)   | 2008 |

### I
| Titel                                                        | Album                                                 | Jahr |
| ------------------------------------------------------------ | ----------------------------------------------------- | ---- |
| I Am A Rock                                                  | Zutiefst                                              | 2017 |
| Ich bin ein wahrer Satan                                     | Requiembryo (Der schwarze Schmetterling V)            | 2007 |
| Ich bin ein wahrer Satan                                     | Horror Vacui (The Eeriest Tales Of ASP So Far)        | 2008 |
| Ich bin ein wahrer Satan                                     | Per Aspera Ad Aspera – This Is Gothic Novel Rock      | 2014 |
| Ich bringe dir nichts mehr                                   | Verfallen – Folge 2: Fassaden                         | 2016 |
| Ich komm dich holn                                           | Aus der Tiefe (Der schwarze Schmetterling IV)         | 2005 |
| Ich lösche dein Licht                                        | Verfallen – Folge 2: Fassaden                         | 2016 |
| Ich lösche dein Licht (Reprise)                              | Verfallen – Folge 2: Fassaden                         | 2016 |
| Ich will brennen                                             | Weltunter (Der schwarze Schmetterling III)            | 2003 |
| Ich will brennen                                             | Interim Works Compendium                              | 2004 |
| Ich will brennen (Horror Vacui Version)                      | Per Aspera Ad Aspera – This Is Gothic Novel Rock      | 2014 |
| Ich will brennen (Rerecorded)                                | Horror Vacui (The Eeriest Tales Of ASP So Far)        | 2008 |
| Ich will brennen (Scream Your Bloody Lungs Out Instrumental) | Interim Works Compendium                              | 2004 |
| Im dunklen Turm                                              | Aus der Tiefe (Der schwarze Schmetterling IV)         | 2005 |
| Imbecile Anthem                                              | Hast Du mich vermisst? (Der schwarze Schmetterling I) | 2000 |
| Imbecile Anthem                                              | Interim Works Compendium                              | 2004 |
| In Sack und Asche                                            | Geisterfahrer                                         | 2016 |
| Intro                                                        | Weltunter (Der schwarze Schmetterling III)            | 2003 |
| Intro (In meiner Vorstellung)                                | Hast Du mich vermisst? (Der schwarze Schmetterling I) | 2000 |
| Intro: Betteljunge                                           | Zaubererbruder (Der Krabat-Liederzyklus)              | 2008 |

### K
| Titel                                            | Album                                                 | Jahr |
| ------------------------------------------------ | ----------------------------------------------------- | ---- |
| Kai Meyer: Das Fleisch der Vielen, Lesung Teil 1 | Verfallen – Folge 2: Fassaden                         | 2016 |
| Kai Meyer: Das Fleisch der Vielen, Lesung Teil 2 | Verfallen – Folge 2: Fassaden                         | 2016 |
| Köder                                            | Verfallen – Folge 2: Fassaden                         | 2016 |
| Kokon                                            | Duett (Der schwarze Schmetterling II)                 | 2001 |
| Kokon                                            | Interim Works Compendium                              | 2004 |
| Kokon                                            | Horror Vacui (The Eeriest Tales Of ASP So Far)        | 2008 |
| Kokon (live)                                     | Per Aspera Ad Aspera – This Is Gothic Novel Rock      | 2014 |
| Kosmonautilus                                    | Kosmonautilus                                         | 2019 |
| Krabat                                           | Horror Vacui (The Eeriest Tales Of ASP So Far)        | 2008 |
| Krabat                                           | Zaubererbruder (Der Krabat-Liederzyklus)              | 2008 |
| Krabat                                           | Per Aspera Ad Aspera – This Is Gothic Novel Rock      | 2014 |
| Küss mich                                        | Hast Du mich vermisst? (Der schwarze Schmetterling I) | 2000 |
| Küss mich                                        | Interim Works Compendium                              | 2004 |
| Küss Mich (Chamber Version)                      | Humility                                              | 2006 |

### L
| Titel                                   | Album                                          | Jahr |
| --------------------------------------- | ---------------------------------------------- | ---- |
| Leviathan                               | Zutiefst                                       | 2017 |
| Liebes Licht                            | Kosmonautilus                                  | 2019 |
| Logbucheintrag: 20.000 Meilen           | Zutiefst                                       | 2017 |
| Logbucheintrag: Abyssus 1               | Zutiefst                                       | 2017 |
| Logbucheintrag: BernsteinmeerengeL      | Zutiefst                                       | 2017 |
| Logbucheintrag: Die Untiefen            | Zutiefst                                       | 2017 |
| Logbucheintrag: Leviathan               | Zutiefst                                       | 2017 |
| Logbucheintrag: Mondscheinsirenade      | Zutiefst                                       | 2017 |
| Logbucheintrag: SonaARta                | Zutiefst                                       | 2017 |
| Logbucheintrag: Torpedos                | Zutiefst                                       | 2017 |
| Logbucheintrag: zutiefst ...            | Zutiefst                                       | 2017 |
| Loreley                                 | Verfallen – Folge 1: Astoria                   | 2015 |
| Loreley (Kurzhaarschnitt)               | Verfallen – Folge 2: Fassaden                  | 2016 |
| Lykanthropie                            | Interim Works Compendium                       | 2004 |
| Lykanthropie (Es tobt ein Krieg in mir) | Weltunter (Der schwarze Schmetterling III)     | 2003 |
| Lykanthropie (Umbra Et Imago Remix)     | Interim Works Compendium                       | 2004 |
| Lykantropie (Rerecorded)                | Horror Vacui (The Eeriest Tales Of ASP So Far) | 2008 |

### M
| Titel                        | Album                                            | Jahr |
| ---------------------------- | ------------------------------------------------ | ---- |
| Mach’s gut, Berlin!          | Verfallen – Folge 1: Astoria                     | 2015 |
| Maybe                        | Duett (Der schwarze Schmetterling II)            | 2001 |
| Maybe                        | Interim Works Compendium                         | 2004 |
| Me                           | Aus der Tiefe (Der schwarze Schmetterling IV)    | 2005 |
| Me                           | Horror Vacui (The Eeriest Tales Of ASP So Far)   | 2008 |
| Me (Video Edit 2)            | Per Aspera Ad Aspera – This Is Gothic Novel Rock | 2014 |
| Mein Herz erkennt dich immer | Zaubererbruder (Der Krabat-Liederzyklus)         | 2008 |
| Mein Herz erkennt dich immer | Per Aspera Ad Aspera – This Is Gothic Novel Rock | 2014 |
| Menschenlieder               | Interim Works Compendium                         | 2004 |
| Milk                         | Interim Works Compendium                         | 2004 |
| Mistakes (ASP Version)       | Humility                                         | 2006 |
| Mondscheinsirenade           | Zutiefst                                         | 2017 |
| Morgengrauen irgendwo        | Kosmonautilus                                    | 2019 |

### N
| Titel    | Album                                          | Jahr |
| -------- | ---------------------------------------------- | ---- |
| Nie mehr | Requiembryo (Der schwarze Schmetterling V)     | 2007 |
| Nie mehr | Horror Vacui (The Eeriest Tales Of ASP So Far) | 2008 |

### O
| Titel                           | Album                                          | Jahr |
| ------------------------------- | ---------------------------------------------- | ---- |
| OdeM                            | Verfallen – Folge 2: Fassaden                  | 2016 |
| Offährte                        | Requiembryo (Der schwarze Schmetterling V)     | 2007 |
| Offährte (Reprise)              | Requiembryo (Der schwarze Schmetterling V)     | 2007 |
| Once In A Lifetime              | Humility                                       | 2006 |
| Once In A Lifetime (Remastered) | Horror Vacui (The Eeriest Tales Of ASP So Far) | 2008 |
| Outro: Zwei Schwäne             | Zaubererbruder (Der Krabat-Liederzyklus)       | 2008 |

### P
| Titel                              | Album                                            | Jahr |
| ---------------------------------- | ------------------------------------------------ | ---- |
| Panik (Horror Vacui Mix)           | Horror Vacui (The Eeriest Tales Of ASP So Far)   | 2008 |
| Panzerhaus                         | Maskenhaft                                       | 2013 |
| Parole: Poesie                     | Zutiefst                                         | 2017 |
| Pavor diurnus (Fremde Träume I)    | Requiembryo (Der schwarze Schmetterling V)       | 2007 |
| Pavor nocturnus (Fremde Träume II) | Requiembryo (Der schwarze Schmetterling V)       | 2007 |
| Per aspera ad aspera               | Maskenhaft                                       | 2013 |
| Per aspera ad aspera (Plakat Mix)  | Per Aspera Ad Aspera – This Is Gothic Novel Rock | 2014 |
| Phragmokontrolle                   | Kosmonautilus                                    | 2019 |

### R
| Titel                                          | Album                                            | Jahr |
| ---------------------------------------------- | ------------------------------------------------ | ---- |
| Raserei                                        | Requiembryo (Der schwarze Schmetterling V)       | 2007 |
| Raserei                                        | Horror Vacui (The Eeriest Tales Of ASP So Far)   | 2008 |
| Reflexionen                                    | Maskenhaft                                       | 2013 |
| Reflexionen (Plakat Mix)                       | Per Aspera Ad Aspera – This Is Gothic Novel Rock | 2014 |
| Reflexionen (Spielbann)                        | Zutiefst                                         | 2017 |
| Ride On                                        | Humility                                         | 2006 |
| Rücken an Rücken                               | Fremd                                            | 2011 |
| Rücken an Rücken (Stripped Down Piano Version) | Per Aspera Ad Aspera – This Is Gothic Novel Rock | 2014 |
| Rückfall                                       | Kosmonautilus                                    | 2019 |

### S
| Titel                                                           | Album                                                 | Jahr |
| --------------------------------------------------------------- | ----------------------------------------------------- | ---- |
| Sanctus Benedictus                                              | Horror Vacui (The Eeriest Tales Of ASP So Far)        | 2008 |
| Schatten eilen uns voraus                                       | Kosmonautilus                                         | 2019 |
| Schattenbraut (live)                                            | Interim Works Compendium                              | 2004 |
| Schattenschreie                                                 | Aus der Tiefe (Der schwarze Schmetterling IV)         | 2005 |
| Schlaflied                                                      | Humility                                              | 2006 |
| Schmetterflug                                                   | Requiembryo (Der schwarze Schmetterling V)            | 2007 |
| Schmetterling, Du kleines Ding                                  | Aus der Tiefe (Der schwarze Schmetterling IV)         | 2005 |
| Schneefall in der Hölle                                         | Maskenhaft                                            | 2013 |
| Schön, schön, schön                                             | Fremd                                                 | 2011 |
| Schwarz                                                         | Duett (Der schwarze Schmetterling II)                 | 2001 |
| Schwarz                                                         | Interim Works Compendium                              | 2004 |
| Schwarz (Rerecorded)                                            | Horror Vacui (The Eeriest Tales Of ASP So Far)        | 2008 |
| Schwarzer Schmetterling                                         | Hast Du mich vermisst? (Der schwarze Schmetterling I) | 2000 |
| Schwarzer Schmetterling                                         | Interim Works Compendium                              | 2004 |
| Schwarzer Schmetterling                                         | Horror Vacui (The Eeriest Tales Of ASP So Far)        | 2008 |
| Schwarzer Schmetterling (live)                                  | Per Aspera Ad Aspera – This Is Gothic Novel Rock      | 2014 |
| Schwarzer Schmetterling: Nekrolog                               | Requiembryo (Der schwarze Schmetterling V)            | 2007 |
| Schwarzes Blut                                                  | Aus der Tiefe (Der schwarze Schmetterling IV)         | 2005 |
| Schwarzes Blut                                                  | Horror Vacui (The Eeriest Tales Of ASP So Far)        | 2008 |
| Schwarzes Blut (Club Version)                                   | Per Aspera Ad Aspera – This Is Gothic Novel Rock      | 2014 |
| She Wore Shadows                                                | Weltunter (Der schwarze Schmetterling III)            | 2003 |
| She Wore Shadows                                                | Interim Works Compendium                              | 2004 |
| Sing Child                                                      | Hast Du mich vermisst? (Der schwarze Schmetterling I) | 2000 |
| Sing Child                                                      | Interim Works Compendium                              | 2004 |
| Sing Child (Demo 1999)                                          | Interim Works Compendium                              | 2004 |
| Sing Child (Horror Vacui Version)                               | Per Aspera Ad Aspera – This Is Gothic Novel Rock      | 2014 |
| Sing Child (Remastered)                                         | Horror Vacui (The Eeriest Tales Of ASP So Far)        | 2008 |
| Sliabh Gallion Braes                                            | Humility                                              | 2006 |
| So viel tiefer                                                  | Horror Vacui (The Eeriest Tales Of ASP So Far)        | 2008 |
| Sog                                                             | Zutiefst                                              | 2017 |
| SonaARta                                                        | Zutiefst                                              | 2017 |
| Song: Alles, nur das nicht! (acoustic live)                     | Verfallen – Folge 2: Fassaden                         | 2016 |
| Song: Astoria verfallen (acoustic live)                         | Verfallen – Folge 2: Fassaden                         | 2016 |
| Souvenir, Souvenir                                              | Verfallen – Folge 1: Astoria                          | 2015 |
| Souvenir, Souvenir (Intimus-Version) (live)                     | Zutiefst                                              | 2017 |
| SouveniReprise                                                  | Verfallen – Folge 2: Fassaden                         | 2016 |
| Spiegelauge Part I: Aus der Tiefe                               | Aus der Tiefe (Der schwarze Schmetterling IV)         | 2005 |
| Spiegelauge Part II: Spiegelaugen                               | Aus der Tiefe (Der schwarze Schmetterling IV)         | 2005 |
| Spiegelauge Part III: Tiefenrausch (Reprise)                    | Aus der Tiefe (Der schwarze Schmetterling IV)         | 2005 |
| Spiegelauge Part IV: Panik                                      | Aus der Tiefe (Der schwarze Schmetterling IV)         | 2005 |
| Spiegelauge Part V: Spiegel                                     | Aus der Tiefe (Der schwarze Schmetterling IV)         | 2005 |
| Spottlied auf die harten Wanderjahre                            | Zaubererbruder (Der Krabat-Liederzyklus)              | 2008 |
| Stille der Nacht                                                | Interim Works Compendium                              | 2004 |
| Stille der Nacht (Ein Weihnachtsmärchen)                        | Weltunter (Der schwarze Schmetterling III)            | 2003 |
| Stille der Nacht (Ein Weihnachtsmärchen) (Horror Vacui Version) | Per Aspera Ad Aspera – This Is Gothic Novel Rock      | 2014 |
| Stille der Nacht (Rerecorded)                                   | Horror Vacui (The Eeriest Tales Of ASP So Far)        | 2008 |
| Strom                                                           | Geisterfahrer                                         | 2016 |
| Sturz (Intro)                                                   | Zutiefst                                              | 2017 |

### T
| Titel                                                | Album                                                 | Jahr |
| ---------------------------------------------------- | ----------------------------------------------------- | ---- |
| Teach Me War                                         | Hast Du mich vermisst? (Der schwarze Schmetterling I) | 2000 |
| Teach Me War                                         | Interim Works Compendium                              | 2004 |
| The Last Love-Song                                   | Interim Works Compendium                              | 2004 |
| The Little Big Man                                   | Duett (Der schwarze Schmetterling II)                 | 2001 |
| The Mysterious Vanishing Of The Foremar Family       | Fremd                                                 | 2011 |
| The Paper Hearted Ghost (Original A Capella Version) | Humility                                              | 2006 |
| Tiefenrausch                                         | Aus der Tiefe (Der schwarze Schmetterling IV)         | 2005 |
| Tiefenrausch (live)                                  | Horror Vacui (The Eeriest Tales Of ASP So Far)        | 2008 |
| Tiles                                                | Duett (Der schwarze Schmetterling II)                 | 2001 |
| Tintakel                                             | Kosmonautilus                                         | 2019 |
| Torpedos                                             | Zutiefst                                              | 2017 |
| Tritons Fall                                         | Kosmonautilus                                         | 2019 |
| Trust Me                                             | Humility                                              | 2006 |

### U
| Titel                                       | Album                                                 | Jahr |
| ------------------------------------------- | ----------------------------------------------------- | ---- |
| ÜberHärte                                   | Geisterfahrer                                         | 2016 |
| Umrissmann                                  | Verfallen – Folge 2: Fassaden                         | 2016 |
| Und wir tanzten (Ungeschickte Liebesbriefe) | Hast Du mich vermisst? (Der schwarze Schmetterling I) | 2000 |
| Und wir tanzten (Ungeschickte Liebesbriefe) | Interim Works Compendium                              | 2004 |
| Und wir tanzten (Ungeschickte Liebesbriefe) | Horror Vacui (The Eeriest Tales Of ASP So Far)        | 2008 |
| Und wir tanzten (Ungeschickte Liebesbriefe) | Per Aspera Ad Aspera – This Is Gothic Novel Rock      | 2014 |
| Unverwandt                                  | Fremd                                                 | 2011 |
| Unwesentreiben                              | Verfallen – Folge 2: Fassaden                         | 2016 |

### V
| Titel             | Album                                    | Jahr |
| ----------------- | ---------------------------------------- | ---- |
| Versuchung        | Duett (Der schwarze Schmetterling II)    | 2001 |
| Verwandlungen 1–3 | Zaubererbruder (Der Krabat-Liederzyklus) | 2008 |

### W
| Titel                                   | Album                                                 | Jahr |
| --------------------------------------- | ----------------------------------------------------- | ---- |
| Wanderer                                | Maskenhaft                                            | 2013 |
| Wanderer (Plakat Mix)                   | Per Aspera Ad Aspera – This Is Gothic Novel Rock      | 2014 |
| Wechselbalg                             | Fremd                                                 | 2011 |
| Wechselbalg                             | Per Aspera Ad Aspera – This Is Gothic Novel Rock      | 2014 |
| Weichenstellung                         | Geisterfahrer                                         | 2016 |
| WeichenStellung (Geisterfahrer Reprise) | Per Aspera Ad Aspera – This Is Gothic Novel Rock      | 2014 |
| Welcome                                 | Weltunter (Der schwarze Schmetterling III)            | 2003 |
| Welcome                                 | Interim Works Compendium                              | 2004 |
| Weltunter                               | Weltunter (Der schwarze Schmetterling III)            | 2003 |
| Weltunter                               | Interim Works Compendium                              | 2004 |
| Weltunter                               | Interim Works Compendium                              | 2004 |
| Weltunter (Rerecorded)                  | Horror Vacui (The Eeriest Tales Of ASP So Far)        | 2008 |
| Wer sonst (mit Micha Rhein)             | Per Aspera Ad Aspera – This Is Gothic Novel Rock      | 2014 |
| Werben                                  | Aus der Tiefe (Der schwarze Schmetterling IV)         | 2005 |
| Werben (Horror Vacui Version)           | Per Aspera Ad Aspera – This Is Gothic Novel Rock      | 2014 |
| Werben (Rerecorded)                     | Horror Vacui (The Eeriest Tales Of ASP So Far)        | 2008 |
| Where Do The Gods Go                    | Hast Du mich vermisst? (Der schwarze Schmetterling I) | 2000 |
| Willkommen zurück                       | Aus der Tiefe (Der schwarze Schmetterling IV)         | 2005 |

### Z
| Titel                             | Album                                            | Jahr |
| --------------------------------- | ------------------------------------------------ | ---- |
| Zauberbruder                      | Zaubererbruder (Der Krabat-Liederzyklus)         | 2008 |
| Zaubererbruder                    | Per Aspera Ad Aspera – This Is Gothic Novel Rock | 2014 |
| zutiefst ...                      | Zutiefst                                         | 2017 |
| Zwischentöne: Abfall              | Verfallen – Folge 2: Fassaden                    | 2016 |
| Zwischentöne: Baukörper           | Verfallen – Folge 1: Astoria                     | 2015 |
| Zwischentöne: Blank               | Verfallen – Folge 1: Astoria                     | 2015 |
| Zwischentöne: Höhepunkt           | Verfallen – Folge 2: Fassaden                    | 2016 |
| Zwischentöne: Ich nenne mich Paul | Verfallen – Folge 1: Astoria                     | 2015 |
| Zwischentöne: Lift                | Verfallen – Folge 1: Astoria                     | 2015 |

## Coverversionen
| Titel                                            | Album                                 | Jahr | Original Interpret        |
| ------------------------------------------------ | ------------------------------------- | ---- | ------------------------- |
| Amphetamine Logic                                | Interim Works Compendium              | 2004 | The Sisters of Mercy      |
| Auld Lang Syne als Nehmt Abschied/Auld Lang Syne | zutiefst-Single                       | 2017 |                           |
| BaldAnders                                       | Wechselbalg-Single                    | 2011 | Ougenweide                |
| Collective Suicide                               | Interim Works Compendium              | 2004 | Terminal Choice           |
| Frieden im Land                                  | Nie mehr! – Die verschollenen Archive | 2007 | Konstantin Wecker         |
| I Am A Rock                                      | zutiefst                              | 2017 | Simon & Garfunkel         |
| Isobel Goudie                                    | Isobel Goudie-Single                  | 2007 | Alex Harvey               |
| Kummer                                           | Wer sonst?-Single                     | 2009 | Samba                     |
| Possession                                       | Werben-Single                         | 2006 | Sarah McLachlan           |
| Rain                                             | Wer sonst?-Single                     | 2009 | The Cult                  |
| Sage Nein!                                       | Nie mehr! – Die verschollenen Archive | 2007 | Konstantin Wecker         |
| The Power of Love                                | Stille der Nacht-Single               | 2003 | Frankie Goes to Hollywood |
| Wouldn’t It Be Good                              | Fremd (Limitierte Deluxe Ausgabe)     | 2009 | Nik Kershaw               |
| Nessaja                                          | Kosmonautilus – Fremder-Zyklus 4      | 2019 | Peter Maffay              |